# Nana Gouvêa
Sebastiana Gouvêa Moraes (Jataí, 3 de maio de 1975), mais conhecida como Nana Gouvêa, é uma atriz e ex-modelo brasileira naturalizada estadunidense.

## Biografia
Nana começou a carreira como modelo em 1994 e fotografou para editoriais de grifes como Ellus, Diesel, Colcci, Zoomp e Fórum. Neste ano também participou do tradicional concurso de beleza Concurso das Panteras, sendo a vice-campeã de Viviane Araújo. Em 1995 foi escolhida como musa do Botafogo, passando a acompanhar o time nos jogos para introduzi-los em campo. Em 1997 começou a carreira na televisão como assistente de palco do game show Domingo Milionário, da Rede Manchete. Em 1998 ganhou projeção nacional ao se tornar musa da Banheira do Gugu, do Domingo Legal, permanecendo até 1999 ao lado de Solange Gomes. Também rainha de bateria na escola de samba Caprichosos de Pilares.
Logo após foi estudar teatro e, em 2001, estreou nas novelas em Porto dos Milagres como a prostituta Lindinha, parte do bordel da personagem de Luiza Tomé. Ainda em 2001 participou da primeira edição do reality show Casa dos Artistas. De volta à Rede Globo emendou uma série de trabalhos: entre 2003 e 2005 esteve no elenco do humorístico A Turma do Didi, em 2006 interpretou a vedete Ninon na minissérie JK e em 2007 esteve como a prostituta Lea na minissérie Amazônia, de Galvez a Chico Mendes. Em 2011 foi jurada do reality de modelos Casa Bonita, do Multishow, e fez uma participação especial como a árabe Jamila em Araguaia.
Em 2011 deixou o Brasil após se casar e se mudou para Nova Iorque estudar artes cênicas. Em 2017 integrou o elenco principal da série The Fever, do canal latino UniMás, e entre 2017 e 2018 esteve na série educacional Otona-no Kiso-Eigo, gravada nos Estados Unidos e exibida no Japão pelo canal NHK com intenção de ensinar inglês. Nos Estados Unidos Nana também realizou alguns filmes, como Blood Circus (2017), Black Wake (2018), da Prime Video, e Linea de Sangre (2019).

## Vida pessoal
Em 1988, aos 13 anos, começou a namorar o baterista Danny Alexandre’s Aguiar Silva, filho da renomada cantora country Nalva Aguiar, com quem se casou aos 16 e teve duas filhas ainda na adolescência, Daphynie (1992) e Angel (1993), nascidas antes de Nana fazer 18 anos. O relacionamento chegou ao fim em 1994, quando a atriz foi traída. Nana tem um neto, Noah, nascido em 12 de outubro de 2016 de Daphynie.
Em 2011 começou a namorar o então agente musical Carlos Keyes, casando-se em 2012 e indo morar com ele em Nova York, permanecendo juntos até 2019. Depois da separação, Nana foi morar com uma amiga em Nova York.

## Filmografia

### Cinema
| Ano  | Título          | Personagem      |
| ---- | --------------- | --------------- |
| 2017 | Blood Circus    | Detetive Cooper |
| 2018 | Black Wake      | Drª. Luiza      |
| 2019 | Linea de Sangre | Carmen Bunbury  |
| 2023 | Bishop's Cove   | Marquesa        |

### Televisão
| Ano     | Título                             | Personagem          | Notas                               |
| ------- | ---------------------------------- | ------------------- | ----------------------------------- |
| 1994    | A Viagem                           | Vendedora Boticário | Participação especial               |
| 1997–98 | Domingo Milionário                 | Assistente de palco |                                     |
| 1998–99 | Domingo Legal                      | Assistente de palco | Quadro: Banheira do Gugu            |
| 2001    | Porto dos Milagres                 | Lindinha            |                                     |
| 2001    | Casa dos Artistas                  | Participante        | Temporada 1                         |
| 2003–05 | A Turma do Didi                    | Vários personagens  |                                     |
| 2004    | Sob Nova Direção                   | Ursinha             | Episódio: "Disque Belinha"          |
| 2006    | JK                                 | Ninon Vesúvio       |                                     |
| 2006    | Bicho do Mato                      | Teca                | Episódio: "7 de novembro"           |
| 2007    | Amazônia, de Galvez a Chico Mendes | Léa                 |                                     |
| 2008    | Faça Sua História                  | Veranista           | Episódio: "Caramuru"                |
| 2010    | S.O.S. Emergência                  | Suellen             | Episódio: "Sim Senhor, Sim Senhora" |
| 2011    | Araguaia                           | Jamila              | Episódios: "5–8 de abril"           |
| 2011    | Casa Bonita Multishow              | Jurada              |                                     |
| 2017    | The Fever                          | Carmen Carter       |                                     |
| 2017–18 | Otona-no Kiso-Eigo                 | Isabella            |                                     |